# 高崇雲
高崇雲（1943年2月8日－），中華民國國際關係暨文化行政學者，政治人物。祖籍江蘇省蘇州市，出生於貴州省貴陽市，南韓慶熙大學政治學博士、中國文化大學文學士、美國柏克萊加州大學博士後研究。

## 經歷
現任財團法人中華學術文教基金會董事長，中華文化藝術總院總院長。曾任中華民國外交部專門委員、中華民國教育部僑民教育委員會（已廢止）主任委員、國立國父紀念館館長、國立台灣師範大學教授兼主任、淡江大學教授兼所長、中國文化大學教授、德明財經科技大學講座教授、中華工商研究院院長，兩岸國學書院院長。

## 主要著作
- 《龍行天下臺灣領航》，萬卷樓圖書股份有限公司，2023年
- 《文化觀光行政管理》 （页面存档备份，存于），台北中華工商研究院，2008年
- 《國際禮儀與會展教育》，台北中華工商研究院，2008年
- 《東南亞華人與華文教育》 （页面存档备份，存于），台北中華工商研究院，2007年
- 《海峽兩岸南向政策與東協》，台北淡江大學東南亞研究所，2005年
- 《文化與藝術》，台北中央日報社，2000年
- 《憲政革新與兩岸關係》，台北新中國出版社，1991年
- 《國家前途與教育問題》，台北新中國出版社，1990年
- 《中共與南北韓關係的研究》，台北正中書局，1989年
- 《美國對韓政策與韓國政情》，台北黎明文化事業公司，1983年
- 《中共與東南亞》，台北黎明文化事業公司，1981年
- 淡江大教師歷程系統 （页面存档备份，存于）
- 國家圖書館 期刊文獻資訊網[]

## 相關連結
- 中華學術文教基金會 （页面存档备份，存于）
- 國父紀念館歷任館長
- 中高崇雲教授談全斗煥當選連任韓國總統
- 海華雜誌 （页面存档备份，存于）
- 政治評論
- 展望與探索雜誌
- 近代中國雜誌
- 遼望周刊
- 海外華人歷史與經濟發展 （页面存档备份，存于）
- 弘衍傳薪:國立國父紀念館建館三十週年口述歷史
- 國家教育研究院
- 中國文化學院
- 晨鐘出版社
- 台灣政黨和部分社會政治團體介紹
- 時報週刊
- 玄奘大學海外華人研究中心 （页面存档备份，存于）

## 相關報導
- 高崇雲會晤國際傑人會世界總會長吳毓苹 （页面存档备份，存于）
- 中華文化藝術總院頒發聘書典禮暨展覽會隆重舉行
- 高崇雲總院長80歲新書發表等三項重大活動聯合儀式 （页面存档备份，存于）
- 高崇雲董事長出席長遠畫會展覽會致詞 （页面存档备份，存于）
- 高崇雲總院長出席中華天馬世界書畫會致詞 （页面存档备份，存于）
- 中華文化藝術總院 結盟全球商業網公司 （页面存档备份，存于）
- 高崇雲出席中國書法學會會員大會致詞 （页面存档备份，存于）
- 中華文化藝術總院總院長高崇雲講座教授出席跨海傳承書畫名家台北巡迴展致詞 （页面存档备份，存于）
- 出席藝術聯盟大會頒獎典禮 高崇雲：重視藝術家的才華發揮潛能創造出好的作品 （页面存档备份，存于）
- 高崇雲楊旭堂拜會藝教館館長李泊言 （页面存档备份，存于）
- 高崇雲：國父紀念館該成為宣揚傳統文化基地 （页面存档备份，存于）
- 高崇雲總院長 出席台北市國際書展及迎春揮毫大會且應邀致詞 （页面存档备份，存于）
- 高崇雲出席國際書法展迎春揮毫大會致詞 （页面存档备份，存于）
- 高崇雲讚揚台北市國際書展及迎春揮毫大會 （页面存档备份，存于）
- 高崇雲會見澳洲華人美協代表名畫家周淑玲 （页面存档备份，存于）
- 高崇雲在逆象畫展致詞讚揚曹茵茵 （页面存档备份，存于）
- 高崇雲總院長在逆象畫展致開幕詞 （页面存档备份，存于）
- 國際藝術收藏家協會頒發高崇雲榮譽顧問證書 （页面存档备份，存于）
- 高崇雲邀請王南雄出任文化院院長 （页面存档备份，存于）
- 高崇雲邀王太田出任藝術總院駐院藝術家 （页面存档备份，存于）
- 專訪中華文化藝術總院高崇雲總院長 （页面存档备份，存于）
- 中華文化藝術總院宗旨與理想廣獲藝文界肯定 （页面存档备份，存于）
- 中華文化藝術總院頒發書法院院長的榮銜給予楊旭堂理事長 （页面存档备份，存于）
- 籌辦多年「中華文化藝術總院」正式成立 （页面存档备份，存于）
- 中華學術文教基金會成立文化藝術總院開展新局 （页面存档备份，存于）
- 兩岸藝術家作品大展開幕典禮 （页面存档备份，存于）
- 高崇雲董事長 出席雕塑大師王秀杞藝術音樂響宴[]
- 傳播愛心教育學子-讓愛飛揚新書發 （页面存档备份，存于）
- 《讓愛飛揚》新書發表 深獲各界好評[]
- 高崇雲董事長 出席雲墨藝林雙聯展給予祝福致詞[]
- 高崇雲董事長在台灣書畫名家博覽會致詞 （页面存档备份，存于）
- 台灣藝術名家博覽會登場 高崇雲：可療癒心靈 （页面存档备份，存于）
- 高崇雲董事長參訪台灣藝術教育 （页面存档备份，存于）
- 高崇雲讚揚黃慶源大師開創彩墨畫新境界 （页面存档备份，存于）
- 中華學術文教基金會發表「抗疫新思維」共同抗疫 （页面存档备份，存于）
- 兩岸國學書院參訪團杭州交流 （页面存档备份，存于）
- 中華學術文教基金會迎向未來 （页面存档备份，存于）
- 中華學術文教基金會新任董事成立 （页面存档备份，存于）
- 陳逢顯、黃慶源擔任中華文化藝術院籌委 （页面存档备份，存于）
- 僑教會承諾 提高僑生工讀時數 （页面存档备份，存于）
- 凡情與佛心　妙蓮老和尚開示 貴賓致詞：國父紀念館高崇雲館長 （页面存档备份，存于）
- 文化大學相關報導 （页面存档备份，存于）
- 中華學術文教基金會 新任董事長高崇雲上任 （页面存档备份，存于）
- 中華學術文教基金會　新任董事長高崇雲接掌
- 高崇雲籌組中華學術文教基金會中華文化藝術院 （页面存档备份，存于）
- 僑務電子報[]
- 總統府新聞
- 華夏經緯網 （页面存档备份，存于）
- 華夏報導 （页面存档备份，存于）
- 台灣網-辛亥革命95周年 （页面存档备份，存于）

1. ↑  .   [2022-01-11]. （原始内容存档于2022-01-11）.
2. ↑  .   [2022-01-11]. （原始内容存档于2021-11-04）.
3. ↑  .   [2022-01-11]. （原始内容存档于2022-01-11）.